# Ouloup-Saint-Gabriel
Ouloup Saint-Gabriel (Hulup) est une tribu de l'île d'ouvéa, au sein de l'archipel des îles Loyauté, dans l'océan Pacifique. Elle est localisée au centre de l'île dans le District coutumier de Fayaoué. La Tribu de Ouloup est la tribu la plus à l'Est dans le district de Fayaoué, c'est également dans cette même tribu que se situe l'aérodrome d'Ouvéa, ainsi que le dispensaire.